# Cunaxa yaylensis
Cunaxa yaylensis är en spindeldjursart som beskrevs av Sergeyenko 2009. Cunaxa yaylensis ingår i släktet Cunaxa och familjen Cunaxidae. Inga underarter finns listade i Catalogue of Life.